# Николо-Камышеватая
Николо-Камышеватая (укр. Миколо-Комишувата) — село, Николо-Камышеватский сельский совет, Красноградский район, Харьковская область, Украина.
Код КОАТУУ — 6323383501. Население по данным 2020 года составляло 1027 человек.
Является административным центром Николо-Камышеватского сельского совета, в который, кроме того, входят сёла Горчаковка и Мокрянка.

## Географическое положение
Село Николо-Камышеватая находится на берегу реки Камышеваха, выше по течению примыкает село Мокрянка, ниже по течению на расстоянии в 2 км расположено село Горчаковка.

## История
- 1716 — дата основания[1].

## Экономика
- Частное аграрно-арендное предприятие «Заря».
- Молочно-товарная ферма.
- Тракторная бригада.
- Автомобильный гараж.
- Ремонтная мастерская.
- Ток.
- Зернохранилища.
- Места складирования соломы, силоса.

## Достопримечательности
- Энтомологический заказник местного значения «Мокрянский». Площадь 3,0 га. Участок степи около села Николо-Камышеватая на склоне балки западной экспозиции. Растительность разнотравно-злаковая степная. Живёт около 30 видов и групп полезных насекомых, в том числе одинокие дикие пчёлы, шмели, дикие осы.